# Гукас I Карнеци
Гукас I Карнеци (арм. Ղուկաս Ա Կարնեցի; 1722 — 1799) — католикос всех армян (1780—1799), преемник Симеона I Ереванского.

## Биография
Родился в 1722 году. Получил образование в церковной школе Эчмиадзина, где в те годы преподавал будущий католикос Симеон I. Его считали «талантливым первенцем» Симеона.
В 1751 году Гукас был рукоположен в священники в монастыре Эчмиадзин. За два дня до своей смерти Симеон Ереванский созвал всех епископов и объявил, что видит Гукаса своим преемником. Через семь дней после похорон Симеона Ереванского, в воскресенье, 2 августа, состоялась интронизация Гукаса | Карнеци. В 1786 году приказал Овнатану Овнатаняну расписать Эчмиадзинский кафедральный собор; по его (католикоса) настоянию Арутюн Шмавонян опубликовал первое армянское периодическое издание «Аздарар» в Мадрасе в 1784 году.
Умер в 1799 в Вагаршапате; похоронен на южной стороне крыльца Свято-Гаянского монастыря. После его смерти преемником Гукаса I Карнеци стал Давид V Енегетци.